# Lingue karen
La lingua karen è una lingua tibeto-birmana parlata in Birmania, Thailandia e Stato karen.

## Lingua ufficiale
È lingua ufficiale dello Stato karen.

## Dialetti e lingue derivate
I dialetti più diffusi sono quello di Pa-An, di Pathein, di Chiang Mai e di Dawei.